# الا روبین
الا روبین (انگلیسی: Ella Rubin؛ زادهٔ ۲ سپتامبر ۲۰۰۱) بازیگر سینما و تلویزیون اهل ایالات متحده آمریکا است. او کار خود را به عنوان یک بازیگر کودک در فیلم بازنویسی (۲۰۱۴) آغاز کرد. از فیلم‌هایی که وی در آن نقش داشته است می‌توان به ایده تو (۲۰۲۴)، آنورا (۲۰۲۴) و آنتیل داون (۲۰۲۵) اشاره کرد.

## فیلم‌شناسی

### فیلم
| سال  | عنوان                | نقش           | یادداشت‌ها | منابع |
| ---- | -------------------- | ------------- | --------- | ----- |
| ۲۰۱۴ | بازنویسی             | اتا کارپنتر   |           |       |
| ۲۰۲۳ | شرق شیرین            | آنابل         |           |       |
| ۲۰۲۴ | ایده تو              | ایزی مارچاند  |           | [ ۳ ] |
| ۲۰۲۴ | آنورا                | ورا           |           | [ ۴ ] |
| ۲۰۲۵ | آنتیل داون           | کلوور پال     |           | [ ۵ ] |
| ۲۰۲۵ | خیابان ترس: جشن ملکه | ملیسا مکندریک |           | [ ۶ ] |
| ۲۰۲۵ | کودکان بزرگسال       | مورگن         |           |       |

### تئاتر
| سال  | عنوان          | نقش        | محل برگزاری                   | منابع |
| ---- | -------------- | ---------- | ----------------------------- | ----- |
| ۲۰۱۹ | خالکوبی گل سرخ | رزا دلا رز | تئاتر امریکن ایرلاینز، برادوی | [ ۷ ] |